# Museo Zoológico Dámaso Antonio Larrañaga
El Museo Zoológico Dámaso Antonio Larrañaga, también conocido como Museo Oceanográfico, es un museo zoológico de Montevideo ubicado sobre la rambla del barrio del Buceo. Lleva su nombre en honor a Dámaso Antonio Larrañaga, un reconocido naturalista uruguayo.
El museo se inauguró en 1956. La exhibición está compuesta por numerosas especies de fauna autóctona, en particular aquellas que por alteraciones ambientales están en peligro de extinción. Su función es principalmente didáctica, con actividades y programas que se orientan a la difusión de conocimientos relativos a este sector de las ciencias naturales, por lo que es frecuentemente visitado por grupos escolares.

## Ubicación

Actual ubicación del museo y la morgue del Cementerio del Buceo.

Situado frente al mar, está rodeado por la Rambla República de Chile. El  lugar es conocido como «curva de la muerte» debido a los numerosos siniestros fatales que allí tuvieron lugar, antes de ser modificado su trazado por la Intendencia de Montevideo.
Paradójicamente, el edificio está situado donde también funcionó la antigua morgue de los cementerios del Buceo.

## Historia

Está construido sobre el predio en donde anteriormente funcionaba la morgue del cementerio del Buceo, pero, tras ser inaugurada la Facultad de Medicina, en 1910, cayó en desuso. El predio posteriormente sería adquirido por el empresario italiano Visconti Romano, propietario de varios cabarés en la zona céntrica de Montevideo, quien en los años veinte le encomendaría a los arquitectos Miguel Canale y José Mazzara la construcción de la actual edificación. Esta edificación, inspirada en el estilo morisco sería construida en los años 1925 y 1930. 
En ese entonces, el Buceo no era considerado una zona urbana sino un balneario concurrido por la población concentrada en la Ciudad Vieja.
El emprendimiento comercial fracasó, por lo que en 1934 la Intendencia le cedió el edificio al Servicio Oceanográfico y de Pesca, que lo convirtió en la sede de la estación Oceanográfica, la cual funcionaria como como tal hasta 1940, tras lo cual permaneció cerrado hasta 1956.  
El 27 de mayo de 1956 el Concejo departamental de Montevideo decide instalar, a la ya existente colección oceanográfica un museo, otorgándole la denominación de Museo Zoológico Dámaso Antonio Larrañaga. El primer director del museo fue el prof. Luis Barattini desde 1956 a 1965, luego Alejandro Pesce desde 1965 a 1967 quien aportó materiales de la Amazonia y el ornitólogo Juan Cuello desde 1979 a 1996.
El museo cumple con un rol social y educativo, difundiendo conocimientos relativos al área de ciencias naturales. Gracias a él se consigue estudiar, conservar e investigar la relación entre los seres vivos y su hábitat. Quien lo visita puede disfrutar de un paseo didáctico plagado de diagramas, material gráfico y un conjunto de calcos de mamíferos marinos únicos de Sudamérica.

### Acervo
La institución tiene disponible numerosas piezas de animales autóctonos y de ejemplares exóticos. Actualmente cuenta con 283 ejemplares de aves, 29 de reptiles, 49 de mamíferos, 28 variedades de caracoles, 6 de artrópodos y réplicas de peces y anfibios hechas en yeso.
Además de la exhibición de ejemplares, existe una biblioteca dentro del museo con libros de variados temas entre los que se destacan zoología, biología, historia natural, medicina, veterinaria, entomología entre otros. También se pueden consultar variadas publicaciones científicas correspondientes a diferentes universidades, museos y grupos científicos.

## Arquitectura
El edificio, de estilo árabe, está construido en formato de «U» con dos alas amplias donde hoy se exhiben animales terrestres y marinos. Tiene un patio central con una fuente y posee una privilegiada vista panorámica a orillas del mar.

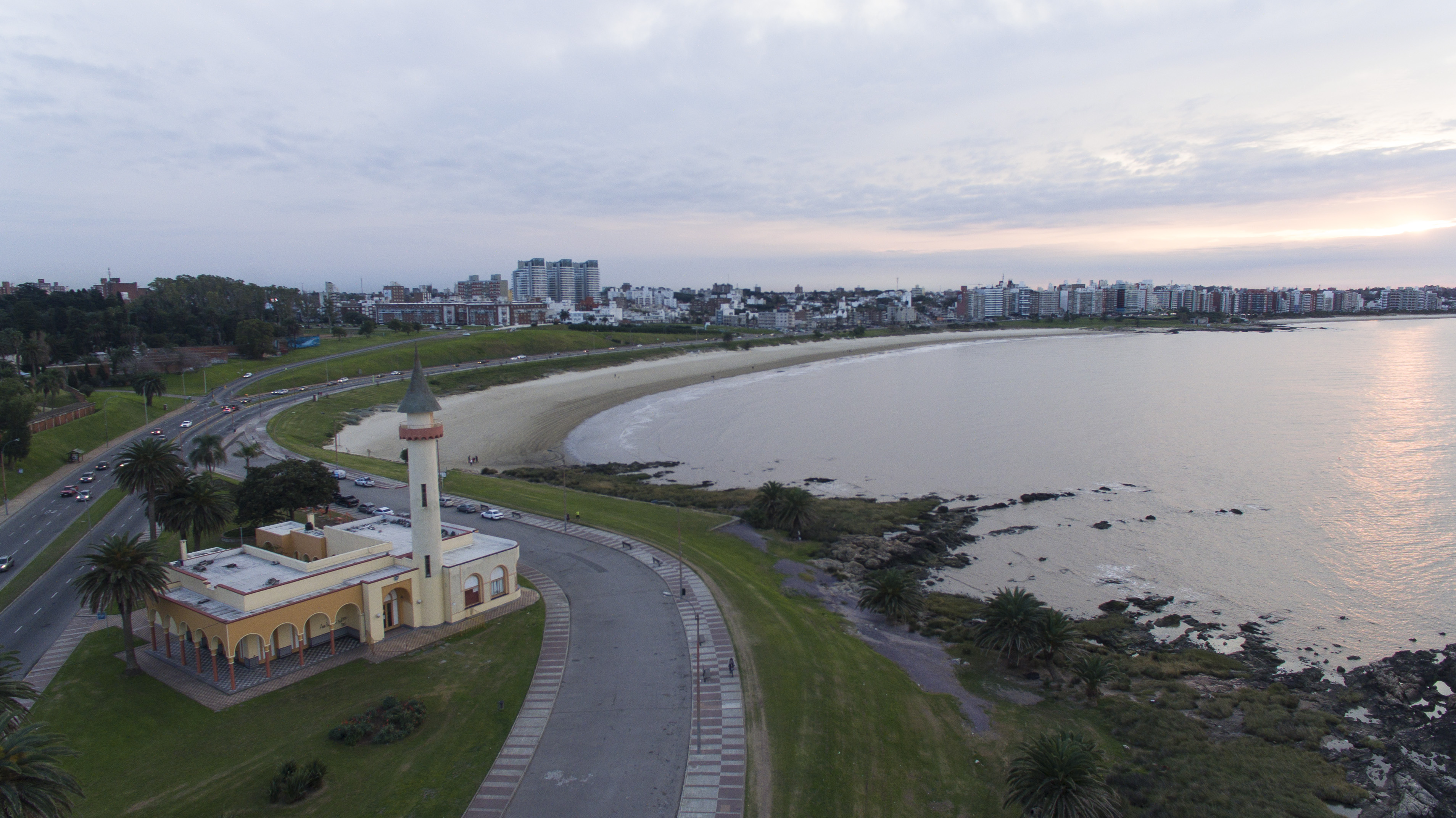
Museo Oceanográfico, Montevideo, Uruguay

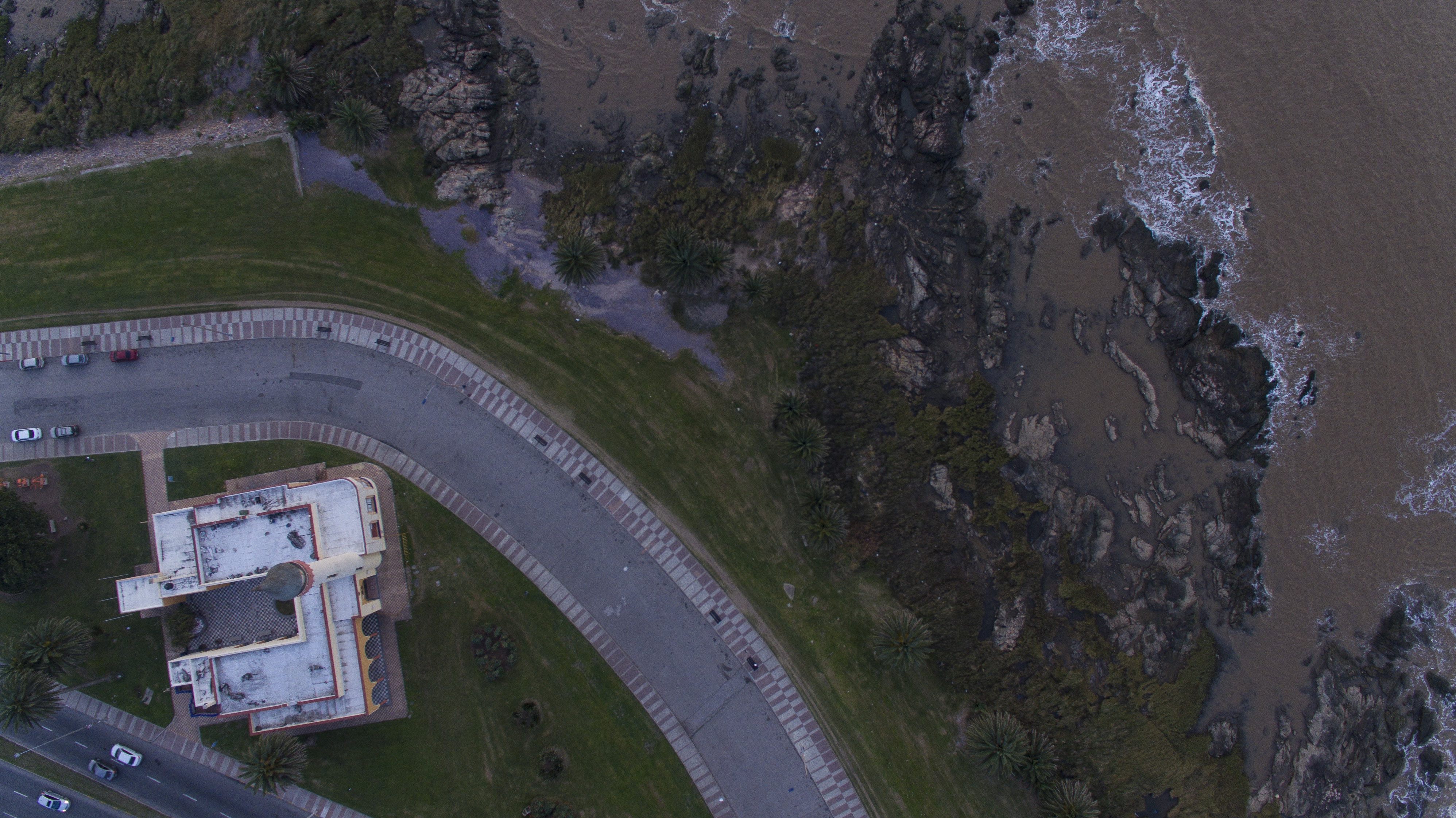
Museo Oceanográfico, Montevideo, Uruguay, toma aeréa.